# Klecza (gmina)
Gmina Klecza (niem. Landgemeinde Klecza) – dawna gmina wiejska funkcjonująca w latach 1940–1944 (de facto do 1945) pod okupacją niemiecką w Polsce. Siedzibą gminy była Klecza Dolna.
Gmina Klecza funkcjonowała przejściowo podczas II wojny światowej w powiecie Krakau (krakowskim) w Generalnym Gubernatorstwie. Utworzona została z konieczności przez hitlerowców ze wschodniej części, przedzielonej granicą państwową, gminy Wadowice, której zachodnie połacie wraz z siedzibą – miastem Wadowicami – znalazły się w III Rzeszy. Gmina od północy graniczyła z gminą Brzeźnica, od wschodu z miastem Kalwarią i nową gminą Przytkowice a od południa z gminą Stryszów, natomiast jej zachodnią granicę wyznaczała granica między GG a III Rzeszą.
W skład gminy Klecza weszło siedem gromad z dotychczasowej gminy Wadowice: Babica (654 mieszkańców), Barwałd Dolny (1242), Barwałd Średni (1252), Jaroszowice (823), Klecza Dolna (1427), Roków (290) i Witanowice (1169) oraz jedna gromada z dotychczasowej gminy Kalwaria – Barwałd Górny (1012 mieszkańców). Ponadto, z konieczności utworzono jeszcze dziewiątą gromadę – Zaskawie (562 mieszkańców), powstałą ze wschodniej części Wadowic, po przeprowadzeniu granicy państwowej przez miasto na Skawie. Obszary te należały przed wojną do powiatu wadowickiego w woj. krakowskim. W 1943 gmina Klecza liczyła 8431 mieszkańców.
Gminę zniesiono po wojnie, powracają do stanu administracyjnego z czasów II Rzeczypospolitej.